# Drosera tokaiensis
Drosera tokaiensis (Komiya & Shibata) T.Nakam. & K.Ueda, 1991 è una pianta carnivora della famiglia delle Droseracee, endemica del Giappone.

## Coltivazione
È una pianta di facile coltivazione con fiori autogami.

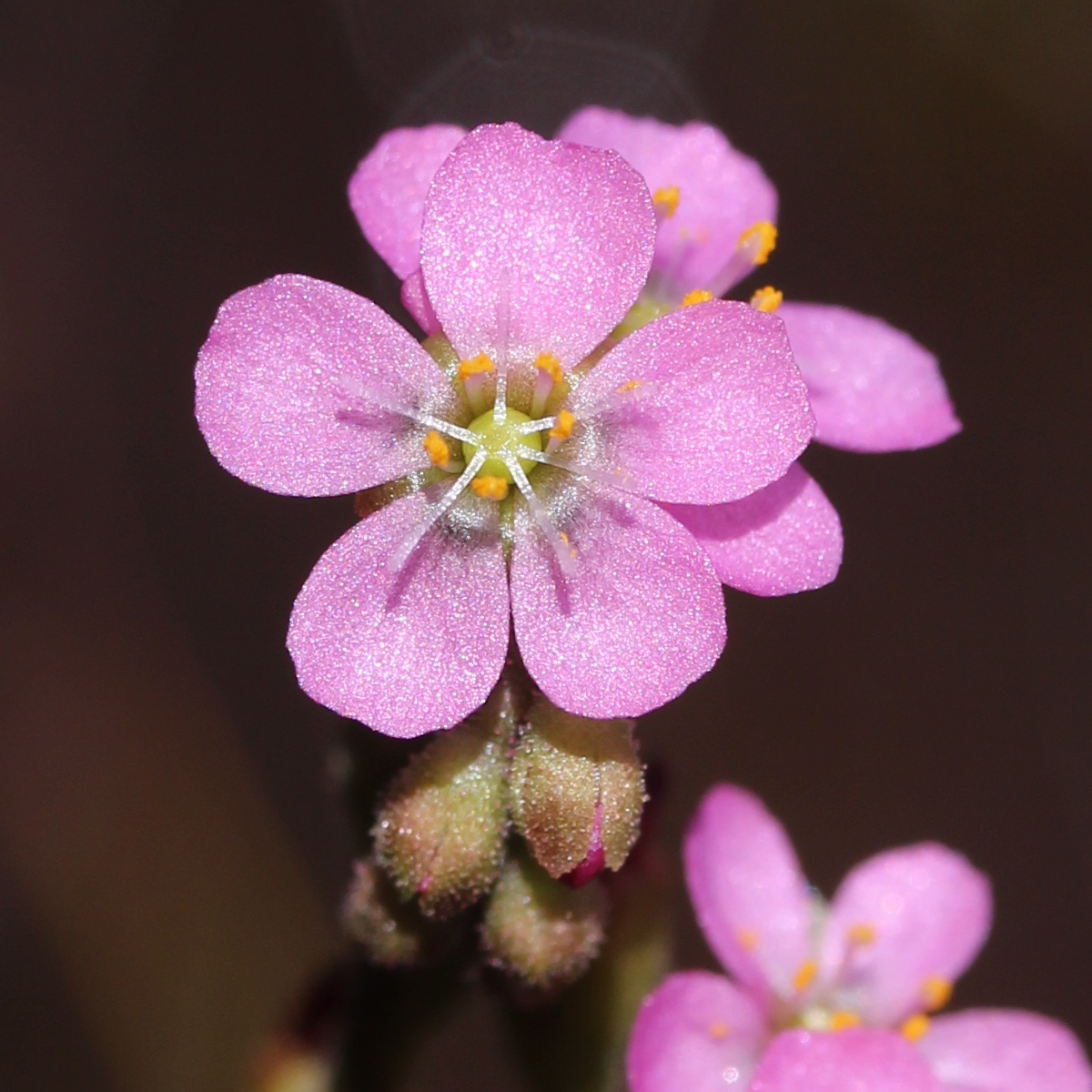
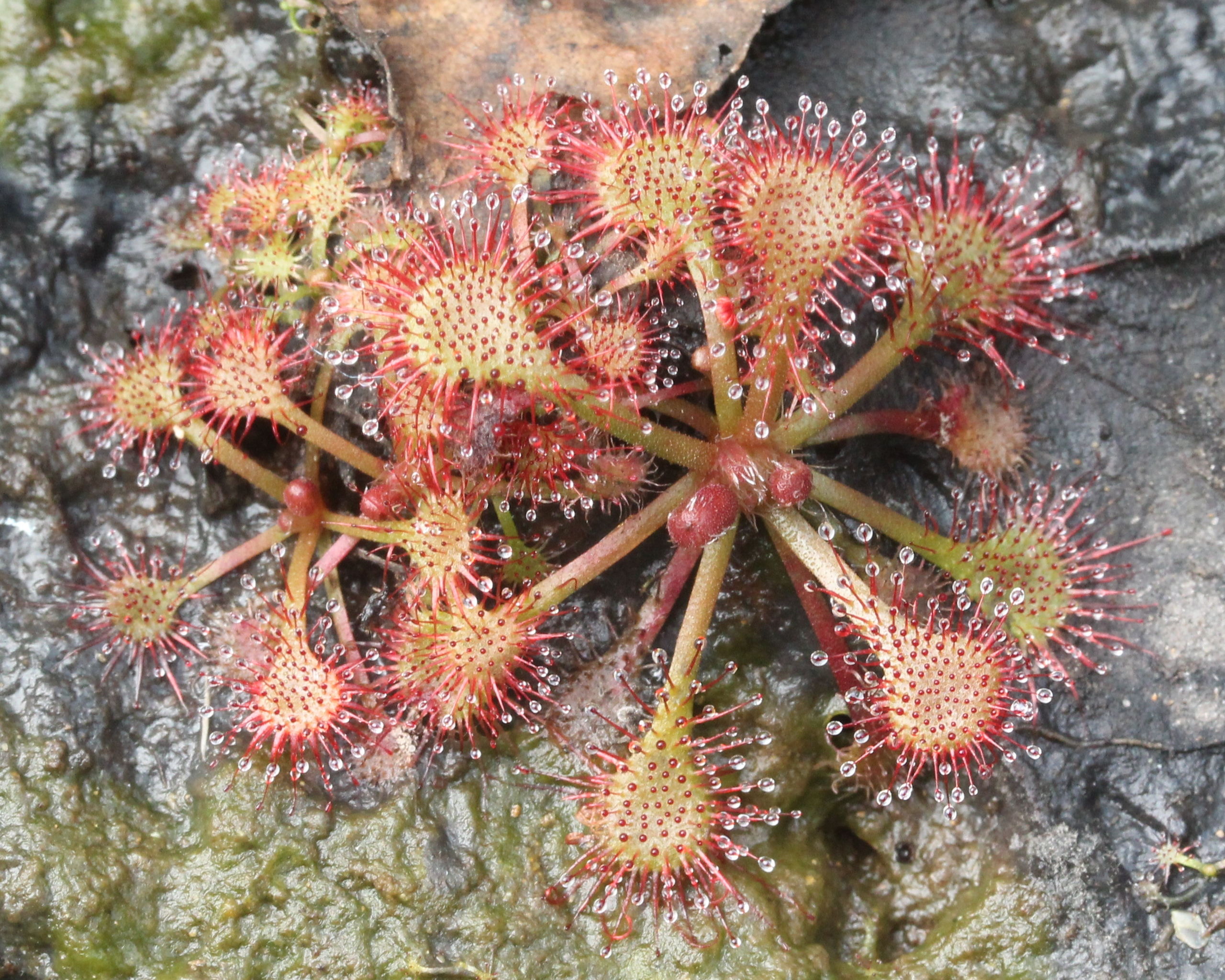